# 克尼克阿
克尼克阿（西班牙語：Queniquea）是委內瑞拉的城鎮，位於該國西南部塔奇拉州，是蘇克雷市，始建於1808年10月7日，面積3.68平方公里，海拔高度1,597米，2011年人口2,979，人口密度每平方公里32.05人。
7°55′N 72°01′W / 7.917°N 72.017°W